# Песчанка (Красноярский край)
Песчанка — деревня в Красноярском крае России. Вместе с краевым центром образует городской округ город Красноярск. Подчинена Советскому внутригородскому району.

## География
Деревня расположена в 3,7 км к северо-востоку от центра Красноярска, на левом берегу Енисея. Северо-восточнее деревни находится одноименное озеро Песчанка.

## Население
| 2002 | 2009 | 2010 | 2012 | 2013 | 2014  | 2015  |
| ---- | ---- | ---- | ---- | ---- | ----- | ----- |
| 663  | ↗706 | ↗765 | ↗766 | ↗841 | ↗1061 | ↘1007 |
| 2016 | 2017 | 2020 | 2021 |      |       |       |
| ↘927 | ↘861 | ↘777 | ↘762 |      |       |       |

Национальный состав
По данным переписи населения 2002 года, из 663 жителей деревни 94 % составляли русские.

## Инфраструктура
Через деревню проходит автобусный маршрут № 77 (ж/д больница — пос. Песчанка).
Основные улицы: ул. Сергея Лазо, ул. Зелёная, ул. Береговая и др.
В деревне находится Песчанская пилорама.